# Michail Ivanovič Kalinin
Michail Ivanovič Kalinin (Михаи́л Ив́анович Кали́нин; Verhnjaja Troica, 19 novembre 1875 – Mosca, 3 giugno 1946) è stato un politico e rivoluzionario sovietico.

## Biografia
Nato da una famiglia contadina a Verčnjaja Troica, in Russia, Kalinin lavorò dapprima in una fattoria, per poi trasferirsi nel 1889 a Pietrogrado dove divenne operaio nel 1895. Lavorò anche come maggiordomo e operaio addetto alla linea ferroviaria in un deposito di Tbilisi, dove incontrò Sergej Alliluev, padre della seconda moglie di Stalin. Nel 1898, frustrato dai soprusi dello zarismo e dalle terribili condizioni dei lavoratori, si unì al Partito Operaio Socialdemocratico Russo.
Nel 1906 sposò l'estone Ekaterina Lorberg (in russo Екатерина Ивановна Лорберг (Ekaterina Ivanovna Lorberg)? (1882-1960). Nel 1916 venne arrestato dalla polizia zarista per la sua attività politica, e fu liberato durante la Rivoluzione russa di febbraio del 1917, che portò all'abdicazione dello zar Nicola II. Partecipò alla Rivoluzione d'ottobre nella fazione bolscevica divenendo un sostenitore di Lenin.

### Rivoluzione russa
Kalinin entrò nella commissione bolscevica di Pietrogrado e collaborò all'organizzazione del giornale di partito Pravda, ora legalizzato dal nuovo regime. Nell'aprile 1917, Kalinin, come molti altri bolscevichi, inizialmente si collocò politicamente tra quanti proponevano di sostenere condizionatamente il Governo provvisorio in cooperazione con i menscevichi, posizione in netto contrasto con quella di Lenin. Egli continuò a dichiararsi contrario all'ipotesi di un'insurrezione armata per rovesciare il governo di Aleksandr Kerenskij durante l'estate.
Nel corso delle elezioni per la Duma di Pietrogrado dell'autunno 1917, Kalinin venne scelto come sindaco della città, che egli amministrò durante e dopo la rivoluzione bolscevica del 7 novembre. Kalinin ricoprì importanti cariche. Dal 1919 fu membro candidato del Politburo, entrandone a far parte attivamente nel 1925. Dal 1919 al 1946 fu Presidente del Presidio del Soviet Supremo, cioè capo dello Stato dell'Unione Sovietica. Dal 1941 affiancò Stalin, che era stato appena eletto Premier dell'Unione Sovietica, cioè capo del governo. Nel 1920, Kalinin presenziò alla Terza Internazionale di Mosca come parte della delegazione russa, prendendo ampiamente parte ai vari dibattiti.

### Unione Sovietica
Durante l'aspra lotta per il potere scatenatasi alla morte di Lenin nel 1924, Kalinin fu alleato di Stalin. Consegnò un rapporto confidenziale su Lenin al Comintern durante il quinto congresso nel luglio dello stesso anno. Kalinin era uno dei pochi membri della cerchia ristretta di Stalin, insieme a quest'ultimo, ad avere origini veramente proletarie. Le sue umili origini furono ampiamente pubblicizzate sulla stampa ufficiale.

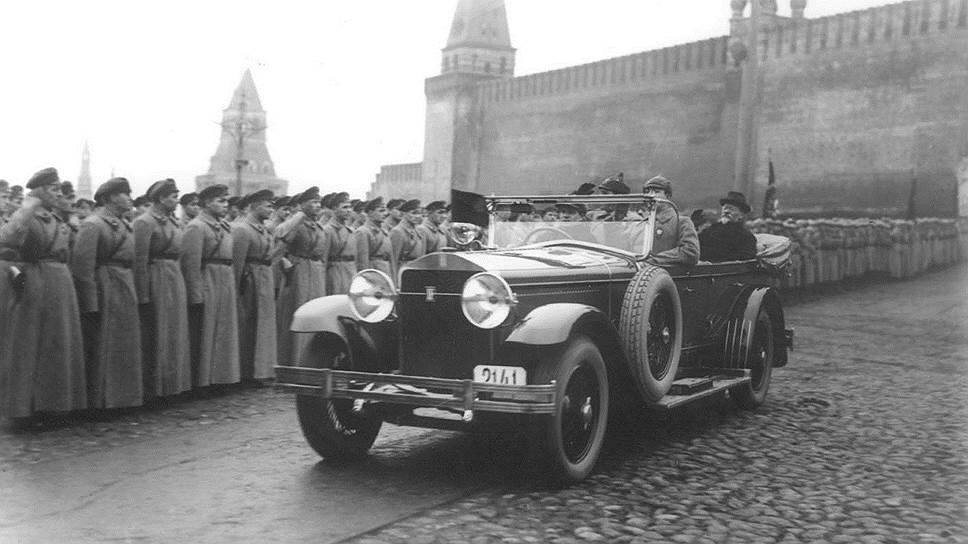
Michail Kalinin passa in rassegna le truppe schierate sulla piazza Rossa, a bordo di una Isotta Fraschini 8A

Esercitò un potere molto limitato pur essendo parte della dirigenza, e le sue proposte non erano sempre prese in considerazione. Ricordandolo, il futuro leader sovietico Nikita Chruščёv disse: «Non so bene quale lavoro pratico svolgesse Kalinin sotto Lenin. Ma sotto Stalin egli era il prestanome per la firma di tutti i decreti, anche se in realtà raramente prendeva parte agli affari di Stato. Certe volte veniva fatto membro di una commissione, ma gli altri non tenevano in conto la sua opinione più di tanto. Fu imbarazzante per noi vedere ciò; uno semplicemente si sentiva addolorato per Michail Ivanovič».
Durante le grandi purghe degli anni trenta tenne un profilo basso, ma contribuì a sanare diversi errori nell'applicazione della linea del Partito che furono poi denunciati dal governo sovietico stesso. Per questo, si guadagnò l'appellativo di "caro nonno Kalinin" (mentre Stalin era il "caro padre"). Nel contempo, ebbe comunque un ruolo fondamentale nelle condanne dei dirigenti epurati. Tra il 1937 e il 1941, ricevette a colloquio centinaia di persone nella sua dacia e migliaia di lettere da parte di sospettati dal regime che lo supplicavano di aiutarli a sfuggire gli arresti. Anche se si oppose (senza successo) all'esecuzione di suoi amici personali, quali Avel Enukidze, Kalinin restò sempre fedele al volere di Stalin che, con la motivazione di proteggerlo, faceva attentamente sorvegliare i suoi appartamenti da agenti dell'NKVD.
La moglie di Kalinin venne arrestata il 25 ottobre 1938 dall'NKVD e costretta sotto tortura a confessare "attività trockiste controrivoluzionarie". Venne inviata in un gulag, dove rimase fino al 1945, poco prima della morte del marito. La prigionia della moglie di Kalinin forniva a Stalin una garanzia sul fatto che il presidente dell'URSS avrebbe avallato le sue scelte.

### Morte

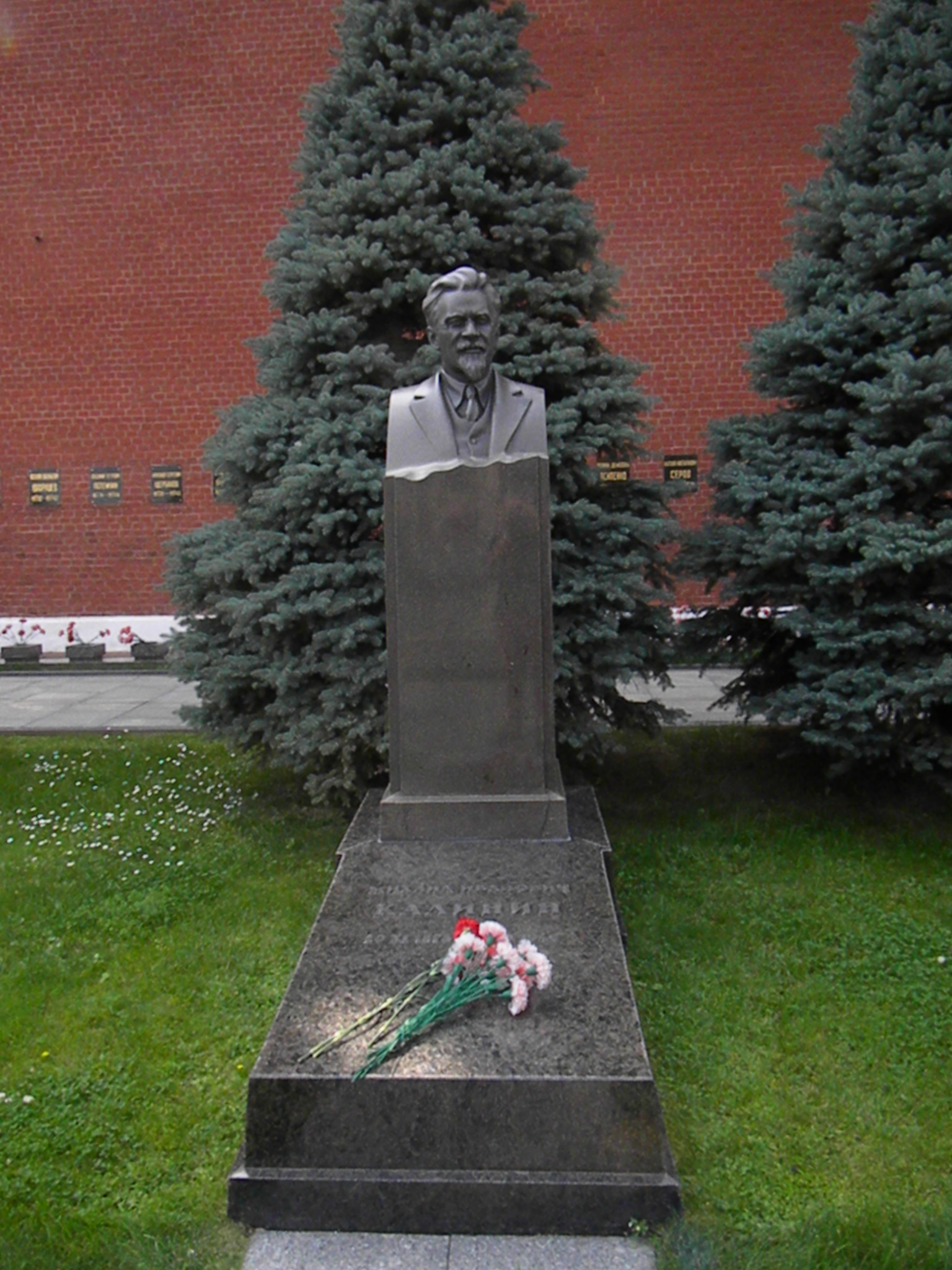
La tomba di Kalinin presso le mura del Cremlino

Kalinin si dimise dalla presidenza per motivi anagrafici il 19 marzo 1946. Morì di cancro il 3 giugno dello stesso anno a Mosca: fu elogiato in un grande funerale di Stato e venne sepolto nella necropoli delle mura del Cremlino.
Tre città sovietiche furono fondate o rinominate in suo onore: Tver', che assunse il nome Kalinin tra il 1931 e il 1990; Korolëv, fondata nel 1938 come Kaliningrad e che mantenne tale nome fino al 1996, e Königsberg città ex tedesca, tuttora chiamata Kaliningrad, nome assunto nel giugno 1946 dopo la sua annessione all'Unione Sovietica.

## Opere
- Potenza dello Stato sovietico, Edizioni in lingue straniere, Mosca, 1944.
- L'educazione comunista, Edizioni Gioventù Nuova, Roma, 1950.